# Hakaishin Magu-chan
Hakaishin Magu-chan (破壊神マグちゃん. Lit: Magu-chan, el Dios de la Destrucción) es una serie de manga escrita e ilustrada por Kei Kamiki. Fue serializada del 21 de junio de 2020 al 7 de febrero de 2022 en la revista Shūkan Shōnen Jump de Shueisha, con sus capítulos recopilados en nueve volúmenes tankōbon.

## Argumento
Ruru Miyanagi es una chica de secundaria que vive sola en un pequeño pueblo, debido a que su padre murió cuando era más joven y su madre trabaja al otro lado del Mar y casi nunca está en casa. Un día, mientras Ruru está buscando almejas en la costa de una playa, se encuentra con una "joya" que parece tener alto valor, sin embargo, ella accidentalmente rompe la joya y dentro de ella sale una pequeña criatura de color rosa, pequeños tentáculos y un solo ojo, que se hace llamar Magu Menueku, un Dios de la Destrucción, pertenecientes a una clasificación llamada "Dioses del Caos" que reinaban y sometían a los humanos hace cientos de años. Sin embargo, Magu sufrió una modificación de cuerpo debido al sello en el que se encontraba sometido, por lo que ha perdido la mayoría de su poder. Cuando él y Ruru se conocen, ella le da el nombre de "Magu-chan", y de una u otra manera, Magu-chan empieza a vivir en la casa de Ruru. 
A pesar de que ambos no se llevan bien al principio, debido al comportamiento arrogante de Magu-chan con los Humanos, al final de su primer día juntos, donde Ruru lo salva de una tormenta, Magu-chan decide quedarse a vivir con Ruru debido a que quiere comprender su comportamiento "extraño" (Ya que a diferencia de los Humanos del pasado, ella no le teme ni tampoco quiere usar sus poderes de Destrucción Masiva). 
Por lo que a partir de ahora, Ruru y Magu-chan comenzarán a vivir incontables aventuras juntos, donde Magu-chan aprenderá más sobre los Humanos de la Actualidad y la vida cotidiana moderna, mientras él y Ruru van fortaleciendo más su amistad. 

## Personajes

### Principales
- Ruru Miyanagi (宮薙 流々, Miyanagi Ruru)

 Seiyū: Tsuki Kitana (Vomic)
Ruru es la protagonista. Ella es una chica de Secundaria amable y muy amistosa, que vive sola debido a que su padre falleció cuando era más joven, y su madre trabaja al otro lado del mar, por lo que no suele estar en casa. Por lo tanto, Ruru tiene que vivir de manera totalmente independiente; lavando su propia ropa, limpiar su propia casa ella sola, y preparar su propia comida. Ella encuentra a Magu Menueku encerrado en un "sello" en forma de Joya en la playa mientras recolectaba almejas para preparar comida. Luego de romper el sello y liberar a Magu, pasar un día con él y sobrevivir juntos a una gran tormenta, ambos terminan haciéndose amigos, donde Magu-chan se queda a vivir con ella.
Ruru es una persona muy cotidiana, que siempre trata de ayudar a Magu-chan a entender la era moderna humana y comprender mejor a los humanos actuales, cuando Magu-chan hace algo indebido, ella lo cuelga de una soga en el tendedero de ropa con un cartel que dice "No debí hacer tal cosa", y dejándolo un ratito para que pueda reflexionar. Mientras más avanza la serie, Ruru y Magu-chan van profundizando su amistad cada vez más, donde ambos poco a poco se van considerando verdaderos amigos.
- Magu Menueku (マ グ = メ ヌ エ ク) // Magu-chan (マグちゃん)

 Seiyū: Hikaru Fujikura (Vomic)
Magu-chan es uno de los llamados "Dioses del Caos", una clase de dioses que existieron hace cientos de años atrás en el que cada uno se encargaba de una acción específica con sus habilidades, Magu-chan, concretamente, era el "Dios de la Destrucción", que se encargaba de aceptar ofrendas por los humanos a cambio de destruir algo que ellos quieran. Hace cientos de años, Magu tenía una apariencia totalmente terrorífica y gigante, no obstante, debido a que fue sellado y perdió la mayoría de su poder, su apariencia ahora es la de una pequeña criatura similar a un calamar, de color rosa y con un solo ojo.
Magu-chan es muy arrogante, tanto con los humanos como con los demás Dioses (pero en especial con los humanos), tratándolos como seres estúpidos y miserables, y denigrándolos siempre que puede, además, siempre habla con un gran tono de superioridad ante los demás. Debido a que Magu-chan estaba encerrado en un sello durante cientos de años y se liberó gracias a Ruru, no está acostumbrado a que la gente no solo no lo conozcan, sino que también, que no lo traten con respeto absoluto y terror, para disgusto de este; esta fue la razón por la que se interesó en Ruru y decidió vivir con ella, ya que ella no le tiene miedo y lo trata como un igual, pese a ser un Dios. El apodo "Magu-chan" fue dado por Ruru cuando él y ella se conocieron.
Magu-chan tiene la capacidad de aumentar su forma, añadiendo más extremidades, cuernos, y lo que parecen ser unas pequeñas alas. Además, es Inmortal y tiene un gran nivel de regeneración, y también, tiene la capacidad de lanzar un enorme y potente rayo destructivo, al igual, que "explotar" el mismo si llega a comer demasiado (aunque no muere ni sufre daño si lo hace). Sin embargo, debido a su forma, y a que perdió la mayoría de su poder de Dios, queda totalmente exhausto cada vez que utiliza sus habilidades.

### Secundarios

#### Humanos
- Ren Fujisawa (藤沢 錬, Fujisawa Ren)

 Seiyū: Kouki Oguro (Vomic)
Ren es un amigo de la infancia de Ruru, y de hecho, él está enamorado de ella. Ren es un chico totalmente normal cuya familia se encarga de llevar un restaurante. A él no le agrada Magu-chan ya que lo considera una amenaza para la seguridad de Ruru. Sin embargo, se da cuenta de que realmente, Magu-chan es muy importante para Ruru, por lo que solamente lo mantiene vigilado en vez de actuar contra el. Además, Magu-chan se da cuenta de que Ren está enamorado de ella y guarda su secreto, pese a que a veces lo utiliza para manipular de forma cómica a Ren.
- Izuma Kisaragi (如月 いずま, Kisaragi Izuma)

Izuma es un chico de cabello color blanco y negro, y es descendiente de los "Caballeros Sagrados", la orden que selló a Magu-chan y a Naputaaku. Su misión es acabar totalmente con los Dioses del Caos. Sin embargo, es torpe, obstinado, demasiado enfocado en su objetivo y también algo grosero. Tiene grandes habilidades de combate, además, puede manejar una espada enorme con la que puede hacer toda clase de destrozos. Su odio contra los dioses es algo totalmente gigante, por lo que siempre está tratando de pelear contra ellos a toda costa. Sin embargo, Ruru espera que Magu-chan y el puedan llevarse bien algún día.

#### Dioses del Caos
- Naputaaku

 Seiyū: Fumiyasu Okabayashi (Vomic)
Naputaaku (también llamado "Naputa-kun" por Ruru) es uno de los Dioses del Caos, llamado "Naputaaku el Demente", que despertó de su Sello del fondo del Mar ya que sintió la Energía Caótica de Magu Menueku fuera de su sello. Naputa-kun es, al igual que Magu-chan, muy arrogante, y de hecho, siempre se suele pelear con el. Debido a que, a diferencia de Magu-chan, él no tiene un lugar donde vivir ni comida que comer, siempre se la pasa revolviendo la basura del Restaurante Fujisawa, hasta que consigue un puesto de trabajo en el restaurante.
Las Habilidades de Naputaaku implican el Control Mental mediante un grito ensordecedor, el cual, causa locura a todo aquel al que se dirige al igual que lealtad total hacía el. Sin embargo, al igual que Magu-chan, debido a su pequeño cuerpo y que solo tiene una pequeña parte de su poder, no puede utilizar esta habilidad, la primera vez que lo hizo fue en una competencia de encontrar almejas en la playa, donde convocó a 100 crustáceos, y más tarde, intenta utilizarlo con Ruru, aunque fracasa debido a su escaso poder.